# بن آسي الورق
بن آسي الورق (الاسم العلمي:Coffea myrtifolia) هو نوع من النباتات يتبع جنس البن من الفصيلة الفوية.